# 7. siječnja
7. siječnja (7. 1.) 7. je dan godine po gregorijanskom kalendaru.
Do kraja godine ima još 358 dana (359 u prijestupnoj godini).

## Događaji
- 1927. – Uspostavljen prvi međunarodni telefonski poziv New York–London.
- 1934. – Prvo izdanje stripa o Flash Gordonu.
- 1946. – Zapadne sile priznale Austriju u granicama iz 1937.
- 1953. – Predsjednik Harry S. Truman obznanio kako su Sjedinjene Države proizvele prvu hidrogensku bombu.
- 1959. – Sjedinjene Države priznale novu kubansku vladu Fidela Castra.
- 1990. – Krivi toranj u Pisi prvi put poslije 800 godina postojanja zatvoren za posjetitelje zbog restauracije.
- 1992. – Zrakoplov okupatorske JNA oborio kod Novog Marofa zrakomlat s promatračima Europske zajednice.
- 1997. – Hrvatski planinar Stipe Božić prilikom uspona imenovao vrh na Antarktici po Hrvatskoj.

| - 1502. – Grgur XIII., papa († 1585.) - 1652. – Pavao Ritter Vitezović, hrvatski književnik, povjesničar i jezikoslovac († 1713.) - 1800. – Millard Fillmore, američki političar i predsjednik († 1874.) - 1827. – Sandford Fleming, škotski inženjer, izumitelj vremenskih zona († 1915.) - 1844. – Bernardica Soubirous, francuska svetica (* 1879.) - 1858. – Eliezer Ben-Yehuda, židovski jezikoslovac († 1922.) - 1879. – Osman Đikić, bosanskohercegovački pjesnik († 1912.) - 1894. – Sveti Maksimilijan Kolbe, katolički svetac († 1941.) - 1899. – Francis Poulenc, francuski skladatelj († 1963.) - 1913. – Franjo Glaser, hrvatski nogometni vratar († 2003.) - 1920. – Vincent Gardenia, talijansko-američki glumac († 1992.) - 1937. – Carlos Westendorp, španjolski političar i diplomat - 1956. – David Caruso, američki glumac - 1964. – Nicolas Cage, američki glumac - 1971. – Kevin Rahm, američki glumac - Jeremy Renner, američki glumac - 1975. – Mojca Suhadolc, slovenska alpska skijašica - 1975. – Urs Imboden, švicarski alpski skijaš - 1985. – Lewis Hamilton, britanski vozač Formule 1 - 1987. – Davide Astori, talijanski nogometaš († 2018.) - 1991. – Eden Hazard, belgijski nogometaš - 1996. – Josipa Mamić, hrvatska rukometašica | - 1536. – Katarina Aragonska, engleska kraljica (* 1485.) - 1655. – Inocent X., papa (1574.) - 1833. – Tomaš Mikloušić, hrvatski (kajkavski) pisac, prevoditelj, dramatik (* 1767.) - 1882. – Ignacy Łukasiewicz, poljski izumitelj (* 1822.) - 1893. – Jožef Stefan, fizičar, matematičar, pjesnik (* 1835.) - 1920. – Edmund Barton, 1. premijer Australije (* 1849.) - 1943. – Nikola Tesla, hrvatski znanstvenik i izumitelj (* 1856.) - 1946. – Filip Terčelj, slovenski svećenik i književnik (* 1892.) - 1953. – Milan Emil Uzelac, hrvatski vojni zapovjednik i vodeća osoba zrakoplovstva Austro-Ugarske, Jugoslavije i NDH (* 1867.) - 1989. – Hirohito, japanski car (* 1901.) - 1998. – Vladimir Prelog, hrvatski kemičar i nobelovac (* 1906.) - 1998. – Richard Hamming, američki matematičar (* 1915.) - 2017. – Mário Soares, portugalski političar, premijer i predsjednik (* 1924.) - 2020. – Elizabeth Wurtzel, američka spisateljica (* 1967.) |

## Blagdani i spomendani
- Božić – rođenje Isusa Krista (po julijanskom kalendaru)

## Imendani
- Rajmund Peñ.
- Rajko
- Rajka
- Lucijan
- Lucijana
- Lucian
- Luciana
- Lučano
- Lučana
- Zorislav